# 天沼町
天沼町（あまぬまちょう）は、埼玉県さいたま市大宮区の町丁。現行行政地名は天沼町一丁目および天沼町二丁目。住居表示未実施地区。郵便番号は330-0834。

## 地理
大宮区東部に位置する。芝川と見沼代用水西縁の間の低地は見沼の一部であった。芝川周辺の低地は市街化調整区域である。見沼代用水の西側は大宮台地がある。堀の内町・大原・北袋町・浅間町・吉敷町・東町、見沼区上山口新田・新右エ門新田と隣接する。地内は東部は主に学校や公園などの公共施設、西部は市街化区域に指定され住宅地である。

### 地価
住宅地の地価は、2019年（平成31年）1月1日時点の公示地価によれば、天沼町一丁目257番4の地点で28万3000円/m2となっている。

## 歴史
もとは江戸時代初期より存在した武蔵国足立郡大宮領に属する天沼村であった。天正20年の史料には甘沼と記されているものもある。地名は沼が高い場所にあることが起源と云われている。村高は天正年間の『武蔵田園簿』では214石余、『元禄郷帳』では上天沼村では150石で下天沼村では60石、『天保郷帳』では下天沼村では74石余であった。助郷は両村とも中山道大宮宿に出役していたが、正徳・安永年間は日光御成街道大門宿にも出役していた。化政期の戸数は上天沼村では18軒で下天沼村では16軒、村の規模は上天沼村では東西・南北とも5町余で下天沼村では東西3町、南北4町余であった。村内を流れる見沼代用水西縁には上天沼河岸や下天沼河岸が設けられていた。
- 1593年（文禄元年）より村域に当たる一部領域の知行が旗本大岡氏となる[5]。
- 1633年（寛永10年）より天領となっていた天沼村の残りの部分が旗本朝比奈氏知行となり、天沼村は旗本2氏による相給となる[5]。
- 正保 - 元禄年間より天沼町から旗本大岡氏知行が上天沼村、旗本朝比奈氏知行が下天沼村に分村する[5][6][7][注釈 4]。なお、検地時期は上天沼村、下天沼村とも不明。
- 1727年（享保12年）より見沼が干拓され[11]、翌年村内に見沼代用水が開削される。
- 1731年（享保16年） - 見沼通船が開始、村内に上天沼河岸および下天沼河岸が設置[12]。
- 1828年（文政11年）より大宮宿寄場55か村組合に所属[6][7]。
- 幕末の時点では足立郡に属し、明治初年の『旧高旧領取調帳』の記載によると、上天沼村は大岡主水の知行、下天沼村は朝比奈鐘之助の知行[13]。
- 1868年（慶応4年）6月19日 - 武蔵知県事・山田政則（忍藩士）の管轄となる。
- 1869年（明治2年） 
  - 1月13日 - 武蔵知県事・宮原忠英の管轄区域に大宮県を設置、同県の管轄となる。県庁は東京府馬喰町に置かれる。
  - 9月29日 - 県庁が浦和に置かれ浦和県に改称。
  - 12月2日 - 旗本領が上知され、浦和県の管轄となる（府藩県三治制も参照）。
- 1871年（明治4年）11月13日 - 第1次府県統合により埼玉県の管轄となる。
- 1879年（明治12年）3月17日 - 郡区町村編制法により成立した北足立郡に属す。郡役所は浦和宿に設置。
- 1889年（明治22年）4月1日 - 町村制施行に伴い、北足立郡大宮宿・土手宿村・上天沼村・下天沼村・高鼻村が合併して大宮町となる。大宮町の大字上天沼および大字下天沼となる[6][7]。
- 1940年（昭和15年）11月3日 - 大宮町・宮原村・日進村・三橋村・大砂土村が合併し、大宮市となり[14]、大宮市の大字となる。
- 1949年（昭和24年）10月5日 地内に大宮市立大宮南中学校（現、さいたま市立大宮南中学校）が移転する。
- 1955年（昭和30年）2月1日 - 区画整理の実施により、大字上天沼・大字下天沼の各全域および大字大宮・大字高鼻[注釈 5]・大字北袋の各一部から町名変更により天沼町一丁目・二丁目が成立[15]。大字上天沼は天沼町一丁目および二丁目の各一部、大字下天沼は天沼町二丁目の一部となり消滅する[6][7]。
- 1974年（昭和49年）6月9日 - 地内に大宮市立芝川小学校（現・さいたま市立芝川小学校）が大宮市立片柳小学校（現・さいたま市立片柳小学校）の仮校舎より移転する[16]。
- 1984年（昭和59年）4月1日 - 地内に天沼児童センターが開設される[17]。
- 1985年（昭和60年）4月1日 - 地内に大宮市立第二東中学校（現・さいたま市立第二東中学校）が開校する[18]。
- 1989年（平成元年）12月 - 地内に自治医科大学附属大宮医療センター（現・自治医科大学附属さいたま医療センター）が開院する[19]。
- 1990年（平成2年）4月 - 地内に防災センター[20]（現・さいたま市消防局大宮消防署）が開設される[19]。
- 2001年（平成13年）5月1日 - 浦和市・大宮市・与野市が合併し、さいたま市が発足。同市の町丁となる。
- 2003年（平成15年）4月1日 - さいたま市が政令指定都市に移行し、同市大宮区の町丁となる。
- 2007年（平成19年）11月4日 - 地内に合併記念見沼公園が開園する。

## 世帯数と人口
2017年（平成29年）9月1日時点の世帯数と人口は、以下のとおりである。
| 丁目         | 世帯数    | 人口    |
| ------------ | --------- | ------- |
| 天沼町一丁目 | 2,215世帯 | 4,519人 |
| 天沼町二丁目 | 2,297世帯 | 5,080人 |
| 計           | 4,512世帯 | 9,599人 |

## 小・中学校の学区
市立小・中学校に通う場合、学区（校区）は以下のとおりとなる。
| 丁目         | 区域        | 小学校                   | 中学校                   |
| ------------ | ----------- | ------------------------ | ------------------------ |
| 天沼町一丁目 | 1 - 329番地 | さいたま市立大宮小学校   | さいたま市立大宮東中学校 |
| 天沼町一丁目 | その他      | さいたま市立芝川小学校   | さいたま市立第二東中学校 |
| 天沼町二丁目 | 1 - 855番地 | さいたま市立大宮南小学校 | さいたま市立大宮南中学校 |
| 天沼町二丁目 | その他      | さいたま市立芝川小学校   | さいたま市立第二東中学校 |

## 交通

### 鉄道
地内に鉄道路線は通っていない。最寄り駅は地点によって異なり、東日本旅客鉄道（JR東日本）京浜東北線・宇都宮線・高崎線のさいたま新都心駅、各線の大宮駅、東武野田線（東武アーバンパークライン）の大宮公園駅のいずれかである。大宮駅は、天沼町一丁目257番4の地点から約1.4 kmの位置にある。

### 道路
- 埼玉県道35号川口上尾線（産業道路）
  - 地区中央部を縦断する産業道路のバイパス道路[注釈 1]の建設が進んでいる。
- 埼玉県道214号新方須賀さいたま線

## 地域

### 寺社・史跡
- 東光寺分院大日堂 - 市指定天然記念物の「大日堂のシイノキ」がある[22]。
- 實相寺
- 慈光院
- 天沼観音堂
- 法勝寺
- 天沼神社

### 公園・緑地
- 合併記念見沼公園
- さいたま市天沼テニス公園
- 天沼公園 - 天沼町一丁目194に所在
- 天沼一丁目公園
- 下天沼公園
- なかよし公園
- 甚兵衛落し公園

### 施設
- 大宮消防署
- 自治医科大学附属さいたま医療センター
- 埼玉県立大宮高等学校
- さいたま市立大宮南中学校
- さいたま市立第二東中学校
- さいたま市立芝川小学校
- さいたま市天沼児童センター
- 東武バスウエスト天沼営業所
- 大宮天沼郵便局
- 天沼住宅
- 天沼集会所
- 天沼二丁目自治会館